# George Nash
George Christopher Nash (Guildford, 2 de octubre de 1989) es un deportista británico que compitió en remo.
Participó en dos Juegos Olímpicos de Verano, obteniendo dos medallas, bronce en Londres 2012 (dos sin timonel) y oro en Río de Janeiro 2016 (cuatro sin timonel).
Ganó tres medallas de oro en el Campeonato Mundial de Remo entre los años 2013 y 2015, y tres medallas en el Campeonato Europeo de Remo entre los años 2014 y 2016.

## Palmarés internacional
| Juegos Olímpicos   | Juegos Olímpicos         | Juegos Olímpicos  | Juegos Olímpicos   |
| Año                | Lugar                    | Medalla           | Prueba             |
| ------------------ | ------------------------ | ----------------- | ------------------ |
| 2012               | Londres (Reino Unido)    | Medalla de bronce | Dos sin timonel    |
| 2016               | Río de Janeiro (Brasil)  | Medalla de oro    | Cuatro sin timonel |
| Campeonato Mundial |                          |                   |                    |
| Año                | Lugar                    | Medalla           | Prueba             |
| 2013               | Chungju (Corea del Sur)  | Medalla de oro    | Ocho con timonel   |
| 2014               | Ámsterdam (Países Bajos) | Medalla de oro    | Cuatro sin timonel |
| 2015               | Aiguebelette (Francia)   | Medalla de oro    | Ocho con timonel   |
| Campeonato Europeo |                          |                   |                    |
| Año                | Lugar                    | Medalla           | Prueba             |
| 2014               | Belgrado (Serbia)        | Medalla de oro    | Cuatro sin timonel |
| 2015               | Poznań (Polonia)         | Medalla de plata  | Ocho con timonel   |
| 2016               | Brandeburgo (Alemania)   | Medalla de oro    | Cuatro sin timonel |